# Dwars door de Westhoek
Ne doit pas être confondu avec Omloop van de Westhoek-Memorial Stive Vermaut.
Dwars door de Westhoek (À travers le Westhoek en français) est une course cycliste féminine belge. Elle est organisée à Boezinge. Créée en 2009, la course fait partie depuis 2010 du calendrier de l'Union cycliste internationale, en catégorie 1.2 jusqu'en 2012, puis en 1.1 depuis 2013. La course est longue d'environ 125 kilomètres.

## Palmarès
| Année | Vainqueur             | Deuxième           | Troisième                 |                  |
| ----- | --------------------- | ------------------ | ------------------------- | ---------------- |
| 2007  | Emma Johansson        | Suzie Godart       | Sylvia Debboudt           |                  |
| 2008  | Lizzie Armitstead     | Veerle Ingels      | Mascha Pijnenborg         |                  |
| 2009  | Liesbet De Vocht      | Lensy Debboudt     | Sofie De Vuyst            |                  |
| 2010  | Liesbet De Vocht      | Petra Dijkman      | Suzanne de Goede          |                  |
| 2011  | Grace Verbeke         | Janneke Ensing     | Martine Bras              |                  |
| 2012  | Kim de Baat           | Laura van der Kamp | Martina Zwick             |                  |
| 2013  | Jolien D'Hoore        | Martine Bras       | Pauline Ferrand-Prévot    |                  |
| 2014  | Anna van der Breggen  | Jolien D'Hoore     | Lucy van der Haar         |                  |
| 2015  | Élise Delzenne        | Jolien D'Hoore     | Tiffany Cromwell          |                  |
| 2016  | Christine Majerus     | Elena Cecchini     | Emma Johansson            |                  |
| 2017  | Valentina Scandolara  | Natalie van Gogh   | Maria Giulia Confalonieri |                  |
| 2018  | Nguyễn Thị Thật       | Lorena Wiebes      | Elisa Balsamo             |                  |
| 2019  | Elisa Balsamo         | Lorena Wiebes      | Lotte Kopecky             |                  |
| 2020  | annulé/abandonné      | annulé/abandonné   | annulé/abandonné          | annulé/abandonné |
| 2021  | Lorena Wiebes         | Jolien D'Hoore     | Barbara Guarischi         |                  |
| 2022  | Chiara Consonni       | Sofie van Rooijen  | Gaia Masetti              |                  |
| 2023  | Pfeiffer Georgi       | Léa Curinier       | Charlotte Kool            |                  |
| 2024  | Kathrin Schweinberger | Lauretta Hanson    | Lily Williams             |                  |
| 2025  |                       |                    |                           |                  |